# Listă de creaturi din mitologia japoneză

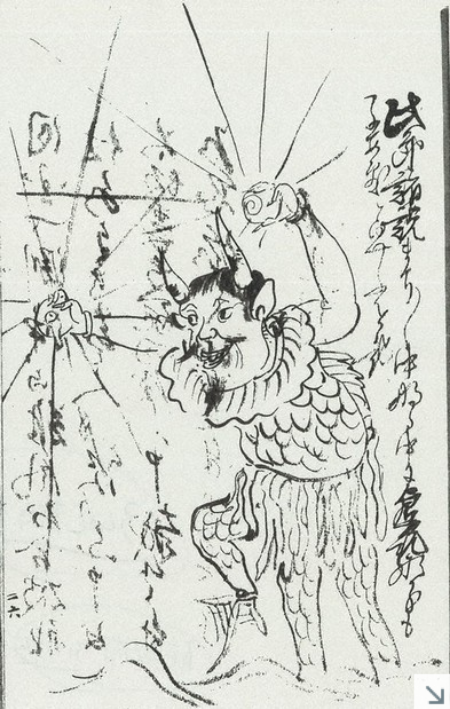
Exemplu de yokai

Aceasta este o listă de demoni, fantome, kami, yōkai și alte creaturi mitice din folclorul și mitologia japoneză. 

## A
- Akaname - un yōkai care linge murdăria din băi și căzi de baie.
- Amabie - un yōkai asemănător cu o sirenă.

## B
- Bakeneko - o pisică yōkai, care își poate schimba înfățișarea.

## C
- Chōchinobake - un yōkai care este o lanternă de hârtie.

## D
- Daidarabotchi - un yōkai gigantic care ar fi creat lacuri, iazuri sau ale elemente geografice.[1]

## K
- Kappa - creaturi reptiliene legate de apă, cu o creastă umplută cu lichid.
- Kasa-obake - numit și karakasa-obake, un yōkai care este o umbrelă de hârtie.
- Kirin - varianta japoneză a creaturii chinezești qilin, parțial dragon și parțial cerb.
- Kitsune - vulpi cu mai multe cozi; își pot schimba înfățișarea.

## M
- Mizuchi - un dragon de apă.

## N
- Ningyo - o persoană care este parțial pește.

## O
- Obake - numiți și bakemono, diverse spirite ce își pot schimba forma.
- Oni - demonii din mitologia japoneză, asemănători cu niște căpcăuni.

## T
- Tanuki - un yōkai asociat cu animalul cu același nume.
- Tengu - creaturi menționate ca fiind demoni asemănători cu păsări sau oameni în vârstă, cu pielea roșie și un nas lung.
- Tsuchigumo - o specie de yōkai păianjeni.
- Tsukumogami - obiecte vechi de cel puțin 100 de ani, care au prins viață.

## W
- Wanyūdō - un yōkai ca o roată în flăcări cu capul unui bărbat în centru, capturează spiritele oamenilor pe lângă care trece.

## Y
- Yamauba - numit și Yamanba, un yōkai care arată ca o femeie bătrână; trăiește în munți.
- Yurei - spirite ale oamenilor morți.